# Antigua Línea 16 (TUVISA)
La antigua línea 16 de TUVISA de Vitoria  recorría periféricamente Vitoria de manera circular

## Características
Esta línea recorría de manera circular la circunvalación interior de Vitoria en el sentido opuesto al de las agujas del reloj. 
La línea dejó de estar en funcionamiento a finales de octubre de 2009, como todas las demás antiguas líneas de TUVISA, cuándo el mapa de transporte urbano en la ciudad fue modificado completamente.

### Frecuencias
| de lunes a viernes laborables |        |
| de 7:00 a 22:20               | 20 min |
| sábados laborables            |        |
| de 7:00 a 23:20               | 20 min |
| domingos y festivos           |        |
| de 8:00 a 22:20               | 20 min |

| de lunes a viernes laborables |        |
| de 7:05 a 22:25               | 20 min |
| sábados laborables            |        |
| de 7:05 a 23:25               | 20 min |
| domingos y festivos           |        |
| de 8:05 a 22:25               | 20 min |

## Recorrido
La Línea comenzaba su recorrido en la Calle Madrid para pasar después por la Calle Zaramaga. Desde este punto se dirigía hacia la Calle Juan de Garay, tras pasar por América Latina entra en Bulevard de Euskal Herria, la que abandonaba por la Calle Donostia. Con un giro a la izquierda accedía a la calle Blas de Otero hasta volver a girar a la izquierda para pasar por Duque de Wellington, José Atxotegui y México para llegar después hasta Pedro Asúa, pasaba la vía férrea y se adentraba en el Castillo de Fontecha hasta Rosalía de Castro dónde finalizaba su primera parte del recorrido en la Plaza Amadeo Salazar (Mendizorroza), donde se encontraba la parada de regulación horaria.
Seguía con el recorrido hasta llegar a Salbatierrabide, Álava y Paseo de la Zumaquera. Desde aquí, accedía a Jacinto Benavente, Aragón y Madrid llegando al punto inicial.

## Paradas
| KBHFa |

| HST |

| HST |

| TUNNEL1 |

| HST |

| HST |

| HST |

| HST |

| HST |

| HST |

| HST |

| STRo |

| HST |

| BHF |

| HST |

| HST |

| HST |

| HST |

| SBRÜCKE |

| HST |

| SBRÜCKE |

| SBRÜCKE |

| KBHFe |

| KBHFa |

| HST |

| HST |

| TUNNEL1 |

| HST |

| HST |

| HST |

| HST |

| HST |

| HST |

| HST |

| STRo |

| HST |

| BHF |

| HST |

| HST |

| HST |

| HST |

| SBRÜCKE |

| HST |

| SBRÜCKE |

| SBRÜCKE |

| KBHFe |

| KBHFa |

| HST |

| HST |

| TUNNEL1 |

| HST |

| HST |

| HST |

| HST |

| HST |

| HST |

| HST |

| STRo |

| HST |

| BHF |

| HST |

| HST |

| HST |

| HST |

| SBRÜCKE |

| HST |

| SBRÜCKE |

| SBRÜCKE |

| KBHFe |

| KBHFa |

| HST |

| HST |

| TUNNEL1 |

| HST |

| HST |

| HST |

| HST |

| HST |

| HST |

| HST |

| STRo |

| HST |

| BHF |

| HST |

| HST |

| HST |

| HST |

| SBRÜCKE |

| HST |

| SBRÜCKE |

| SBRÜCKE |

| KBHFe |